# Kanton Dammartin-en-Goële
Kanton Dammartin-en-Goële (fr. Canton de Dammartin-en-Goële) byl francouzský kanton v departementu Seine-et-Marne v regionu Île-de-France. Tvořilo ho 23 obcí. Zrušen byl po reformě kantonů 2014.

## Obce kantonu
- Cuisy
- Dammartin-en-Goële
- Forfry
- Gesvres-le-Chapitre
- Juilly
- Longperrier
- Marchémoret
- Mauregard
- Le Mesnil-Amelot
- Montgé-en-Goële
- Monthyon
- Moussy-le-Neuf
- Moussy-le-Vieux
- Oissery
- Othis
- Le Plessis-l'Évêque
- Rouvres
- Saint-Mard
- Saint-Pathus
- Saint-Soupplets
- Thieux
- Villeneuve-sous-Dammartin
- Vinantes